# Sagocoris
Sagocoris is een geslacht van wantsen uit de familie van de Naucoridae (Zwemwantsen). Het geslacht werd voor het eerst wetenschappelijk beschreven door Montandon in 1911.

## Soorten
Het genus bevat de volgende soorten:

- Sagocoris asymmetricus (La Rivers, 1971)
- Sagocoris biroi Montandon, 1911
- Sagocoris flavinotum D. Polhemus & J. Polhemus, 1999
- Sagocoris gressitti La Rivers, 1971
- Sagocoris intermedius D. Polhemus & J. Polhemus, 1999
- Sagocoris irianus D. Polhemus & J. Polhemus, 1999
- Sagocoris lariversae La Rivers, 1971